# بایسن (ویرجینیای غربی)
بایسن (به انگلیسی: Bison) یک منطقهٔ مسکونی در ایالات متحده آمریکا است که در شهرستان برکستون، ویرجینیای غربی واقع شده‌است. بایسن ۲۵۶٫۰۴ متر بالاتر از سطح دریا واقع شده‌است.